# Gelis crassulus
Gelis crassulus là một loài tò vò trong họ Ichneumonidae.